# 萊德維采
萊德維采是捷克的城鎮，位於該國西北部，距離特普利采7公里，由烏斯季州負責管轄，面積5.03平方公里，海拔高度204米，該鎮在1938年慕尼黑協定下劃入德國管治範圍，2006年人口564。

## 外部連結
- Municipal website （页面存档备份，存于）

1. ↑   (PDF). Czech Statistical Office.   [2019-04-30]. （原始内容存档 (PDF)于2019-04-30）.